# Paranas
Paranas is een gemeente in de Filipijnse provincie Samar op het gelijknamig eiland Samar. Bij de laatste census in 2007 had de gemeente bijna 28 duizend inwoners.

## Geografie

### Bestuurlijke indeling
Paranas is onderverdeeld in de volgende 44 barangays:
| - Anagasi - Apolonia - Bagsa - Balbagan - Bato - Buray - Cantaguic - Cantao-an - Cantato - Casandig I - Casandig II - Cawayan - Concepcion - Jose Roño - Lawaan I | - Lawaan II - Lipata - Lokilokon - Mangcal - Maylobe - Minarog - Nawi - Pabanog - Paco - Pagsa-ogan - Pagsanjan - Patag - Pequit - Poblacion 1 - Poblacion 2 | - Poblacion 3 - Poblacion 4 - Poblacion 5 - Poblacion 6 - Salay - San Isidro - Santo Niño - Sulopan - Tabucan - Tapul - Tenani - Tigbawon - Tula - Tutubigan |

## Demografie
Paranas had bij de census van 2007 een inwoneraantal van 27.820 mensen. Dit zijn 106 mensen (0,4%) minder dan bij de vorige census van 2000. De gemiddelde jaarlijkse groei komt daarmee uit op -0,05%, hetgeen geheel afwijkt van het landelijk jaarlijks gemiddelde over deze periode (2,04%). Vergeleken met de census van 1995 is het aantal mensen met 3.585 (14,8%) toegenomen.

De bevolkingsdichtheid van Paranas was ten tijde van de laatste census, met 27.820 inwoners op 556,12 km², 50 mensen per km².